# Josep Puig i Llagostera
Josep Puig i Llagostera (Vilafranca del Penedès, 1835 – Barcelona, 3 de desembre de 1879) fou un industrial i polític català, diputat a les Corts Espanyoles durant la restauració borbònica.

## Biografia
Era fill de l'industrial Miquel Puig i Catasús natural de Vilanova i la Geltrú, qui el 1848 havia fundat la fàbrica de fils La Esparraguera i la Colònia Sedó, i de Francesca Llagostera nascuda al Vendrell. Casat amb Rosa Amat varen ser pares de Miguel Puig i Amat. Avi de Josep Puig i Brutau. Estudià als escolapis de Barcelona, però en fou expulsat per indisciplinat. Es va escapar de casa i treballà com a peó als ferrocarrils. El 1854 marxà a Madrid, on estudià enginyeria industrial i el 1856 es traslladà a Granada com a auxiliar d'obres públiques. Un temps després tornà a Madrid, demanà excedència i retornà a Catalunya, on va treballar en diverses empreses ferroviàries. Va elaborar uns plànols per a la línia entre Barcelona i Girona.
El 1863 va morir el seu pare i es va fer càrrec de la fàbrica; en va renovar la maquinària i el 1869 esdevingué soci de Foment de la Producció Nacional, tot treballant per a la reforma aranzelària de Laureà Figuerola i Ballester. Fou elegit diputat pel districte de Vic a les eleccions generals espanyoles de 1869 en qualitat de republicà sense partit, ja que s'oposava als partits existents aleshores. El 1870 proposà la creació dels Círculos del País Productor Independiente, però topà amb l'oposició del FPN.
Durant la restauració borbònica esdevingué membre del Partit Conservador, amb el que fou elegit diputat per Vilafranca del Penedès a les eleccions generals espanyoles de 1876 i 1879. El 6 de desembre de 1876 va presentar al Congrés una proposició demanant que fossin afusellats «irremissiblement» tots els espanyols que cometessin el delicte de conspiració i sedició, proposició que va ser rebutjada.